# Borgo Virgilio
Borgo Virgilio ist eine italienische Gemeinde (comune) mit 15.074 Einwohnern (Stand 31. Dezember 2023) in der Provinz Mantua, Region Lombardei.
Die Gemeinde entstand am 4. Februar 2014 durch den Zusammenschluss der beiden bis dahin selbstständigen Gemeinden Borgoforte und Virgilio. Der Gemeindesitz befindet sich in Virgilio, etwa 5 Kilometer südsüdwestlich vom Stadtkern Mantuas.

## Geografie
Das Gemeindegebiet ist durch die Flüsse Mincio im Nordosten und Po im Süden eingegrenzt. Borgo Virgilio ist eine der 13 lombardischen Gemeinden deren Gemeindegebiet den Naturpark Parco del Mincio bilden.

## Geschichte
In der kleinen Ortschaft Andes (im Ortsteil Pietole [Vecchia] der Fraktion Virgilio) soll der römische Dichter Vergil geboren sein.

## Gemeindepartnerschaften
- Frattaminore, Metropolitanstadt Neapel
- Orta di Atella, Provinz Caserta

## Söhne und Töchter der Gemeinde
- Vergil (70–19 v. Chr.), römischer Dichter